# Poseritz
Poseritz település Németországban, Mecklenburg-Elő-Pomeránia tartományban. Lakosainak száma 965 fő (2023. december 31.).

## Népesség
A település népességének változása:
| Lakosok száma | 1005 | 978  | 970  | 973  | 965  |
|               | 2017 | 2019 | 2021 | 2022 | 2023 |